# 格圖懇
格圖懇（？年—？年），滿洲鑲藍旗朝托克佐領下人， 繙譯鄉試中式舉人，乾隆十年乙丑科繙譯會試中式進士，二十九年任隰州知州。